# Yoshioka Takuro
Takuro Yoshioka (sinh ngày 23 tháng 2 năm 1987) là một cầu thủ bóng đá người Nhật Bản.

## Sự nghiệp câu lạc bộ
Takuro Yoshioka đã từng chơi cho Fagiano Okayama.